# Partido di San Isidro
Il partido di San Isidro è un dipartimento (partido) dell'Argentina facente parte della provincia di Buenos Aires. Il capoluogo è San Isidro. Si tratta di uno dei 24 partidos che compongono la cosiddetta "Grande Buenos Aires".

## Geografia antropica

### Suddivisioni amministrative
Il partido di San Isidro è composto da 6 località:
| Località         | Popolazione (2001) |
| ---------------- | ------------------ |
| Acassuso         | 12.842             |
| Béccar           | 58.811             |
| Boulogne Sur Mer | 73.496             |
| Martínez         | 65.859             |
| San Isidro       | 45.190             |
| Villa Adelina    | 35.307             |